# 奥田智子
奥田 智子（おくだ さとこ、1959年7月3日 -）は、元KBC九州朝日放送のエキスパートシニアアナウンサー。大分県大分市出身。フリーランスアナウンサー。

## 人物・履歴
基礎情報も参照。福岡市立香椎第２中学校、福岡県立福岡高等学校を経て青山学院短期大学卒業後入社。同期に沢田幸二、和田安生、山本栄子。
1980年頃、長寿番組『歌う土曜日 歌謡曲ホット100』のレギュラーを担当。先輩アナウンサー・二木清彦のサポートをこなす。
入社4年目に夜の人気ワイド番組『PAO〜N ぼくらラジオ異星人』で水曜日を担当、超心理学コーナーや顔面暴力友の会コーナーなどで一躍人気者となる。
KBCテレビにネットされていた『バラエティワイド こんな時α』（朝日放送制作）の木曜日のアシスタントを務めたことがあった。
観劇が趣味。そのつながりで、ラジオ、テレビの博多座情報の番組を担当している。2007年には黒柳徹子の物真似をして『ドォーモ』の岡本啓と『徹子の部屋』のKBC予告CMに出演した。
また毎年大相撲九州場所の砂被り席でもよく見かけられる。
最終肩書はエキスパートシニアアナウンサーであり、若手アナウンサーの育成、教育を中心に活動していた。2025年6月6日に配信されたPAO〜Nくだらない!!ポッドキャストに出演時に、2025年6月末日（6月25日付）をもってKBCを退職、以後はフリーとしてKBCに関わる旨を語っている。

## 現在の担当番組
- 前川清の笑顔まんてんタビ好キ（テレビ）
- KBCニュース（テレビ・ラジオ）
- サトコノヘヤ（ラジオ・日曜日 17:00 - 17:30→8:00 - 8:30）
- ヒルマニ（ラジオ、金曜日・カーナビのアナウンス役）

## 過去の主な担当番組

### テレビ
- バラエティワイド こんな時α - 木曜アシスタント
- ビバレディー[1]
- KBCニュースピア（1992年10月 - 1997年3月）
- 九州街道ものがたり - ナレーション
- アサデス。九州・山口 -「深町健二郎のおとなの旅」ナレーション
- ザ・博多座

### ラジオ
- PAO〜N ぼくらラジオ異星人（1984年4月 - 9月） - 水曜担当[1]
- ライブインハカタ歌え!若者PART II[1]
- はつらつワイド[1]
- デイタイムスロープ（1990年4月10日 - 1991年3月）

メインパーソナリティは富田薫。担当時は宇野由紀子も出演。
- デイタイムスロープ〜奥田智子 マシュマロスタジオ（1991年4月 - 1993年3月）※担当時は百田裕之も出演
- 奥田智子のニュースキッチン
- PAO〜N （2003年4月 - 2011年3月）-  水曜担当

メインパーソナリティは同期の沢田幸二。担当時は大庭宗一も出演。
- 中村もときの通勤ラジオ - 月・火アシスタント
- 博多座・夢舞台
- モーニングミュージック
- 武内裕之That's On Time - 木・金曜アシスタント
- アサナニ。
- ナニニヨニヨニ